# Bandiera dell'Indocina francese

La bandiera

La bandiera dell'Indocina francese (in francese drapeau de l'Indochine française) venne adottata nel 1906 dall'Indocina francese. 

## Descrizione
In alto a sinistra si trova il tricolore francese, a rappresentare il dominio francese, ritratto su un campo giallo, che rappresenta la popolazione dalla tipica carnagione giallastra.